# Kœnigsmacker
Kœnigsmacker (Duits: Königsmachern ) is een gemeente in het Franse departement Moselle (regio Grand Est). De gemeente maakt deel uit van het arrondissement Thionville. Kœnigsmacker telde op 1 januari 2022 2.242 inwoners.

## Geografie
De oppervlakte van Kœnigsmacker bedroeg op 1 januari 2022 18,4 vierkante kilometer; de bevolkingsdichtheid was toen 121,8 inwoners per km².

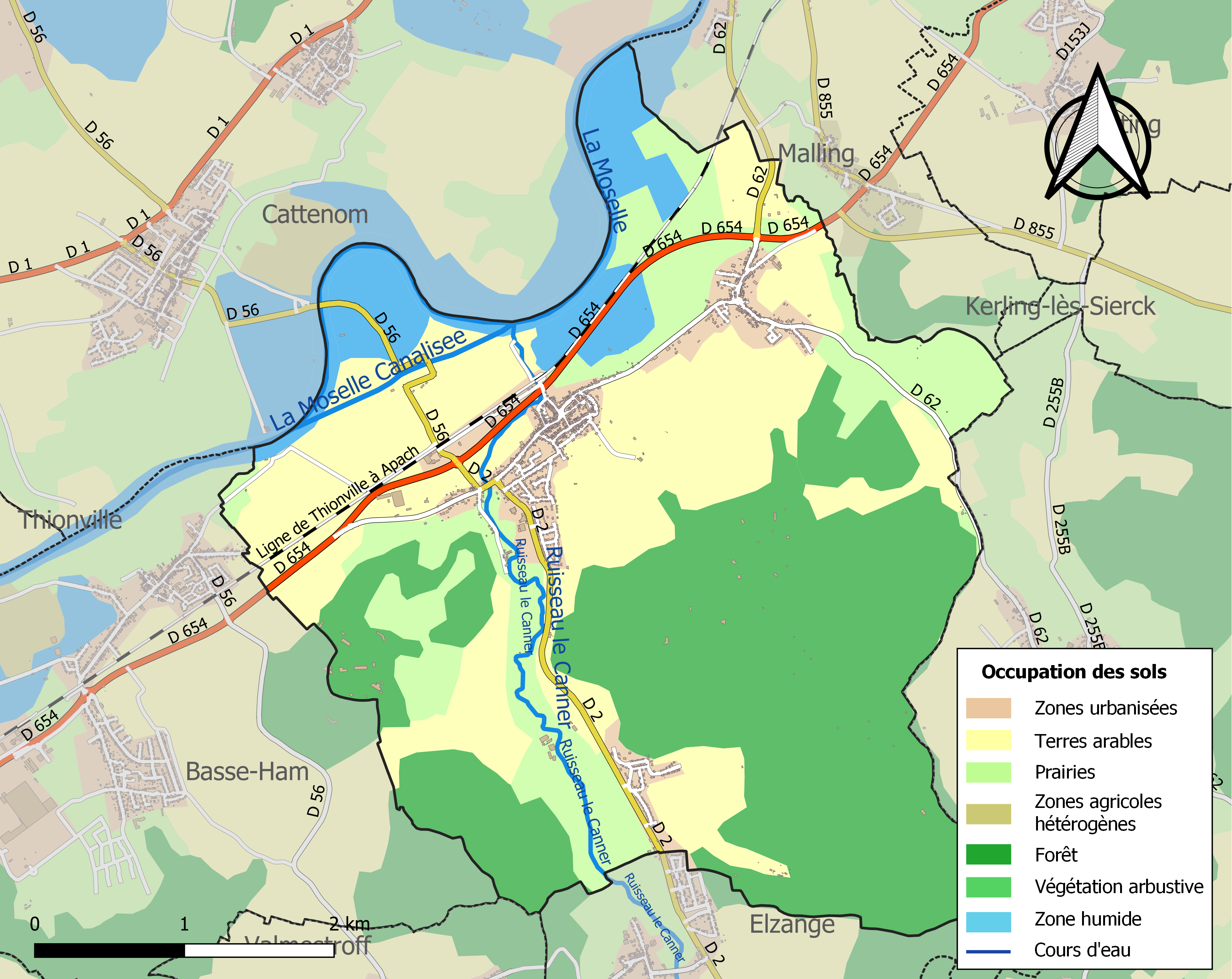
Kaart van de gemeente met de belangrijkste infrastructuur, bodemgebruik en omliggende gemeenten

## Verkeer en vervoer
In de gemeente ligt spoorwegstation Kœnigsmacker.

## Demografie
Onderstaande figuur toont het verloop van het inwonertal (bron: INSEE-tellingen).